# Władysław Jurgenson
Władysław Jurgenson (ur. 20 kwietnia 1894 w Wierzniewie na Wileńszczyźnie, zamordowany po 10 maja 1920) – kapitan pilot Wojska Polskiego, kawaler Orderu Virtuti Militari.

## Życiorys
Był synem Antoniego i Kazimiery z domu Skibińskiej. Ukończył szkołę powszechną i średnią w Wilnie. Następnie zaczął studia na Politechnice Lwowskiej. Po wybuchu I wojny światowej został zmobilizowany do armii carskiej i skierowany do Oficerskiej Szkoły Morskiej, a później do Pawłowskiej Szkoły Wojskowej. Szkołę ukończył 1 października 1915 w stopniu chorążego. Wziął udział w walkach na froncie. W sierpniu 1916 awansował na podporucznika. Służył w 182. pułku piechoty i 2. pułku gwardii, w październiku 1916 roku został ranny w walkach pod Baranowiczami. Po powrocie z leczenia zostaje skierowany do Szkoły Obserwatorów, którą ukończył w połowie 1917, w stopniu porucznika obserwatora. Wziął udział w lotach bojowych. Po wybuchu rewolucji porzucił służbę w wojsku rosyjskim i wyjechał do Francji, do której przybył w połowie lutego 1918. 15 lipca 1918 roku został skierowany do szkoły pilotów i obserwatorów w Dijon, a wkrótce po tym do wyższych szkół pilotażu w Vineuil, Istres, Miramas, Pau i Avord. 15 kwietnia 1919 został mianowany kapitanem, a w niecały miesiąc później otrzymał dyplom pilota.
Na przełomie maja i czerwca 1919 wraz ze 162 eskadrą Spadów przybył do Polski. Na początku czerwca 1919 został przeniesiony do 39 eskadry Breguetów. 3 marca 1920 mianowany dowódcą 12 eskadry wywiadowczej.
10 maja lecąc na czele dowodzonej przez siebie eskadry, w czasie wykonywanie zadania bojowego, w celu zbombardowania pozycji bolszewickich wdał się w powietrzną walkę z sowieckimi myśliwcami. Pomimo tego, że leciał sam na obciążonym dwumiejscowym samolocie, zaatakował samoloty bolszewickie, odciągając je od pozostałych samolotów eskadry. Po uszkodzeniu samolotu musiał awaryjnie lądować na terytorium wroga. Wzięty do niewoli był torturowany przez Czekę. Nie wyjawił żadnych informacji dotyczących lotnictwa polskiego. Po kilku dniach śledztwa został zamordowany – rozstrzelany przez Rosjan.

## Ordery i odznaczenia
Pośmiertnie za wybitne zasługi dla lotnictwa polskiego został odznaczony:
- Krzyżem Srebrnym Orderu Wojskowego Virtuti Militari nr 8137 – 27 lipca 1922[5],
- Krzyżem Walecznych,
- Medalem Niepodległości,
- Polową Odznaką Pilota – 11 listopada 1928 roku „za loty bojowe nad nieprzyjacielem w czasie wojny 1918-1920”[6].

## Awanse
- 1 października 1915 - chorąży,
- sierpień 1916 - podporucznik,
- 1917 - porucznik,
- 15 kwietnia 1919 - kapitan.